# Autosport

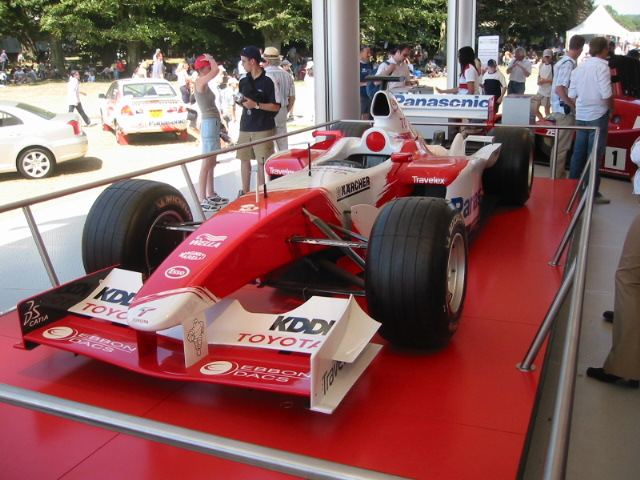
Formule 1, een autosport

Autosport is de verzamelnaam voor wedstrijden die verreden worden met een gemotoriseerd voertuig met drie of meer wielen. Wedstrijden met gemotoriseerde voertuigen met minder wielen vallen onder motorsport.
De autosport is altijd nauw verbonden geweest met de ontwikkeling en marketing van autofabrikanten. Onder de noemer 'win on Sunday, sell on Monday', namen de pioniers onder de autofabrikanten al deel aan diverse wedstrijden. Zelfs in het geval van de eerste auto (de Benz uit 1886) was al sprake van autosport, daar verscheidene mensen weddenschappen hadden afgelegd op het welslagen van de eerste proefrit.

## Overzicht van autosporten

### Eenzitters
In Eenzitterklassen wordt gestreden op uiteenlopende soorten circuits, in speciaal voor het racen gefabriceerde auto's. Hierdoor kunnen hoge snelheden gehaald worden en is een goede afstelling van de auto essentieel.
Voorbeelden van eenzitterklassen zijn:
- Formule 1, de hoogste klasse in het formuleracen.
- Formule 2, opstapklasse opnieuw geïntroduceerd in 2009.
- Formule 3, opstapklasse met nationale varianten, o.a Britse Formule 3, Duitse Formule 3, Spaanse Formule 3.
- GP2 Series, opstapklasse naar de formule 1 en opvolger van de Formule 3000.
- IndyCar Series, de Amerikaanse hoofdklasse van de Indy Racing League, eind 2007 gefuseerd met de Champ Car World Series.
- Indy Lights, opstapklasse van de Indy Racing League.
- A1 Grand Prix, landenkampioenschap voor raceteams. De A1GP werd na het laatste seizoen 2008-2009 opgeheven.
- Superleague Formula, kampioenschap voor voetbalclubs, vanwege geldgebrek werd deze opgeheven na het seizoen van 2011
- W Series, kampioenschap voor vrouwen.
- Formule BMW, na het seizen 2013 hield deze op te bestaan
- Formule Renault 2.0
- Formule Renault BARC
- Formule 3.5 V8, in 2017 werd het laatste seizoen gereden
- Formule Ford
- Dragrace
- Midgetracen
- Formule 4
- Formule E

### Sportwagens & Prototypes

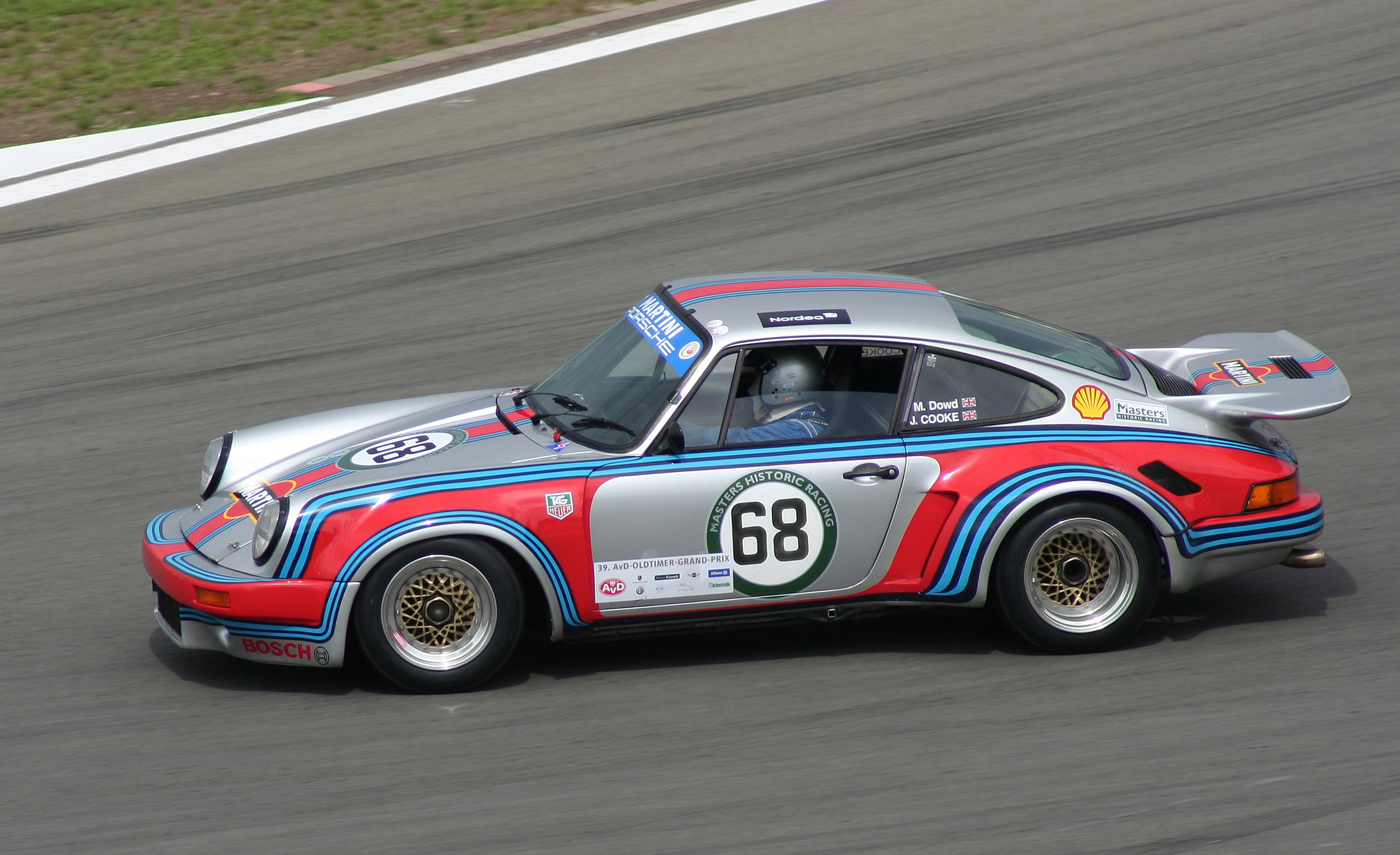
Porsche 911 RSR, speciaal ontwikkeld voor de langeafstandsraces

Sportwagens - verdeeld in speciaal gebouwde Prototypes en op wegauto's gebaseerde GT's - zijn wagens die speciaal gebouwd of gemodificeerd zijn om te racen. Zij kunnen open of gesloten zijn en ruimte bieden aan één of twee personen, alhoewel er in de praktijk altijd maar één persoon in de wagen zit.
Het grote verschil met de formulewagens is dat de wielen bedekt worden door het koetswerk.
Wedstrijden voor sportwagens zijn vaak enduranceraces (6u, 12u, 24u of 1000 km) waarbij vaak twee, drie of meer rijders elkaar aflossen aan het stuur.
Omdat er bijna altijd wagens uit verschillende categorieën meerijden, met dus andere sportieve prestaties, wordt er in deze wedstrijden vaak met klassen gewerkt. Zo kan een overwinning in een klasse voor een deelnemer belangrijker zijn dan zijn eindklassement in de wedstrijd.
De belangrijkste wedstrijden voor sportwagens zijn:
- 24 uur van Le Mans (sinds 1923)
- 12 uur van Sebring (sinds 1952)
- 24 uur van Daytona (sinds 1966)

Vroeger waren er ook nog de:
- Mille Miglia (van 1927 tot 1957)
- Targa Florio (van 1906 tot 1973)
- Carrera Panamericana (van 1950 tot 1954)

Er bestaan verschillende kampioenschappen die betwist worden door sportwagens. De belangrijkste zijn:
- World Endurance Championship
- American Le Mans Series
- Le Mans Series
- Grand-Am Cup
- Rolex Sports Car Series
- FIA GT

Vroeger waren er onder andere ook nog:
- Wereldkampioenschap voor Sportwagens (van 1952 tot 1992)
- International Sports Racing Series, later Sports Racing World Cup genoemd (van 1997 tot 2000)
- Can-Am (van 1966 tot 1974)
- IMSA (van 1971 tot 1998)
- Interserie (van 1970 tot 1999)

### Zonnewagens
Ook zijn er races voor zonnewagens. De World Solar Challenge die eens in de twee jaar in Australië wordt gehouden is de bekendste.

### Toerwagens
Toerwagens (van het Italiaanse Turismo) zijn racewagens op basis van een bestaand autotype dat vrij te koop is en op de openbare weg kan rijden. Afhankelijk van de klasse waarin een toerwagen meerijdt, zijn er veel of weinig veranderingen toegelaten aan de mechanische onderdelen (motor, ophanging, versnellingsbak, remmen, banden enz.).
De reglementen inzake toegelaten wijzigingen kunnen sterk verschillen van land tot land.
Bij toerwagenraces worden de deelnemende wagens heel vaak ingedeeld in klassen, vaak volgens de cilinderinhoud van de auto's. Op die manier wordt er voor een toerwagenwedstrijd niet alleen een eindklassement opgemaakt maar zijn er ook uitslagen voor de aparte klassen. Deze laatste zijn voor de deelnemers in de lagere klassen even interessant als de uiteindelijke uitslag van de race.
Het gebeurt ook vaak dat men de wedstrijden zo spannend mogelijk probeert te maken, door dominerende wagens te belasten met extra gewicht.
Met toerwagens worden zowel korte races gehouden (sprint-races van bijvoorbeeld 30 min) alsook langeafstandsraces (6 uur, 24 uur, 500 km enz.).
Voor toerwagens bestaan er heel wat kampioenschappen, internationale maar vooral ook veel nationale kampioenschappen.

### Rally's
In rally's leggen, op gewone personenauto's gelijkende, auto's klassementsproeven af over secundaire wegen en paden. Dit gebeurt tegen de klok en niet direct tegen elkaar. De auto's zijn aangepaste versies van productie-auto's. Het vermogen, de wegligging en de veiligheid voor de inzittende rijder en navigator, zijn de belangrijkste veranderingen ten opzichte van de standaard verkrijgbare fabrieksauto's. Veiligheid wordt binnen de rallysport groot geschreven en de deelnemende auto's worden voor iedere rally door technische commissarissen aan een uitgebreide veiligheidscontrole onderworpen.
De klassementsproeven zijn voor het overige verkeer afgesloten stukken openbare weg. In Nederland worden ook regelmatig klassementsproeven op industrieterreinen verreden. Deze klassementsproeven bevatten vaak een zogenaamde rondkoers, waarbij de deelnemende auto's meerdere rondes rijden alvorens het parcours te verlaten en via de openbare weg, waarbij ze zich aan de geldende verkeerswetten van het land waarin de rally plaatsvindt moeten houden, naar de volgende klassementsproef te rijden. Als een rally over meerdere dagen verspreid wordt, spreken we van etappes. Gedurende de nacht worden de auto's dan in een Parc Fermé geparkeerd.
Bekende voorbeelden van rally's zijn het World Rally Championship, een competitie over een groot aantal weekendrally's in de wereld, en Parijs-Dakar, een ruim twee weken durende rally door Europa en Noord-Afrika.

### Rallycross
In rallycross, een van de rallysport afkomstige variant van autosport, nemen aan circuitgebruik aangepaste auto's het direct tegen elkaar op op een deels verhard/deels onverhard afgesloten parcours, zoals het Eurocircuit van Valkenswaard. Sinds 2014 wordt een officieel wereldkampioenschap georganiseerd.

### Karting
Karting is een autosportvariant waarbij men het tegen elkaar opneemt in kleine, speciaal voor dit doel gemaakte, voertuigen, genaamd karts. Het essentiële van een kart is het ontbreken van een differentieel. De starre achteras zorgt voor een unieke wegligging en rij-eigenschappen. Wedstrijden worden gehouden op speciale circuits die zowel indoor als outdoor kunnen zijn. Ondanks de relatief kleine afmetingen van zowel de voertuigen als de baan, kunnen er grote snelheden gehaald worden, tot boven de 100 kilometer per uur. Het dragen van een helm en beschermende kleding is dan ook verplicht.
Karting is een relatief toegankelijke autosport. Kartingbanen staan meestal open voor iedereen, ook jongeren en mensen zonder rijbewijs, en er zijn geen diploma's nodig om een keer te rijden. Veel bekende Formule 1-rijders hebben hun eerste wedstrijd-ervaring opgedaan in de karting en een aantal van hen bij Nederlandse kart teams.

### Trialrijden
Trials zijn behendigheidswedstrijden met terreinvoertuigen, zowel in een langzame variant en in een snelle variant over langere afstanden. De "long distance trial" lijkt op Parijs-Dakar, al is dat in Nederland natuurlijk maar relatief. Het NK Trial gaat over de langzame trial, waarbij puur op behendigheid gestreden wordt. Er zijn verschillende categorieën, afhankelijk van de mate waarin de auto is aangepast.
Een variant op het trialrijden is de Challenge van 4×4 Zeeland, waarbij teams met drie auto's binnen drie kwartier een parcours afleggen. Hierbij komt het aan op samenwerking en improvisatievermogen. De race is pas over als alle auto's, zelfstandig of gesleept, over de finish zijn.

### Rittensport
Ritten zijn een vorm van autosport waarbij nauwkeurigheid belangrijker is dan snelheid of behendigheid. Ritten worden in Nederland en in België op de openbare weg gehouden met normale auto's.
Ritten worden vaak gehouden op rustige wegen in landelijke gebieden, waar men het overige verkeer zo min mogelijk tot last is. Doel is doorgaans om zo min mogelijk strafpunten op te lopen. Strafpunten kan men oplopen door een verkeerde route te rijden of puzzels onderweg onjuist op te lossen.
Er bestaan diverse systemen:
- kaartlezen. Binnen deze categorie bijvoorbeeld: pijlen, punten, ingetekende lijn (eventueel met barricades), T-stukken. Meerdere systemen bestaan. E.e.a. is afhankelijk van de creativiteit van de uitzetters van zulke ritten.
- routebeschrijving, de route wordt gereden aan de hand van geschreven opdrachten. Ook puzzelritten vallen hier onder.
- bol-pijl, de route wordt gereden aan de hand van getekende opdrachten

De rittensport kan op veel niveaus, in meerdere klassen, van geroutineerde rijders ('cracks') tot beginnende deelnemer, worden beoefend.

#### Nederland
De ritten worden zowel georganiseerd door buurt- of personeelsverenigingen als speciale rittensportverenigingen. Landelijke en regionale competities worden georganiseerd door de Nederlandse Rittensport Federatie. Deze organisatie onderscheidt drie vormen van rittensport: routebeschrijving, kaartlezen en puzzelen.

#### Vlaanderen
In Vlaanderen worden de ritten georganiseerd door bij de Vlaamse Autosport Federatie (VAS) aangesloten automobielclubs. Er is onder de VAS een competitie in verschillende categorieën naar moeilijkheidsgraad en naar type rit.